# Бодгі

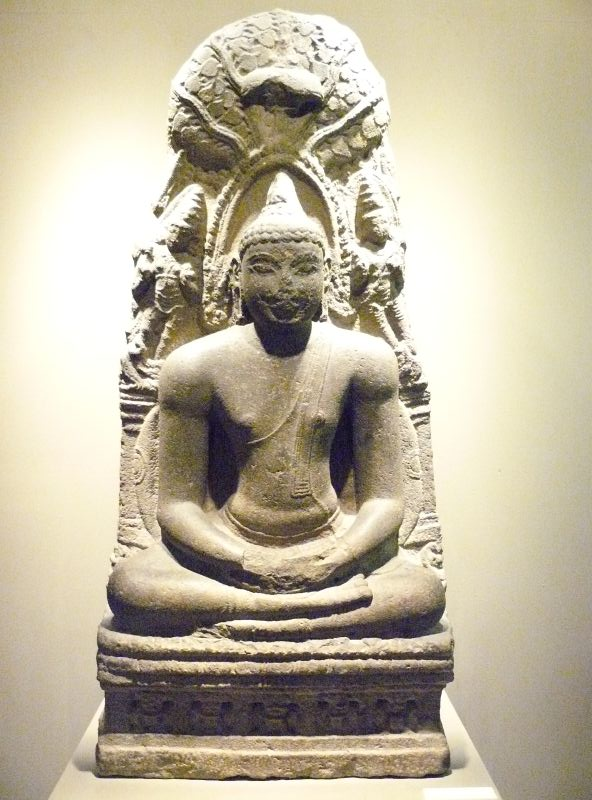
Сіддгартха Ґаутама медитує під священним фікусом. Статуетка.

Просві́тлення, а також пробу́дження, бо́дгі (інколи бо́дхі) (санскр. बोधि, трансліт. бодгі, тиб. བྱང་ཆུབ་, трансліт. джанг чуб, кит.: 菩提) — у буддійській релігійній практиці стан ясності, усвідомленості, розуміння істинної природи світу і виходу зі стану суб'єктно-об'єктної дихотомії (роздвоєності).
Будь-яка жива істота, згідно з цим вченням, має потенційну здатність отримати просвітлення. Чернеча практика йогічного споглядання і праджні (мудрості) не є єдиним шляхом досягнення нірвани. Невтомне вирощування параміт (досконалих чеснот) — безмежної віри, великодушності, готовності до самопожертвування тощо — оголошується махаяністами найефективнішим способом досягнення просвітлення.

## Генезис поняття
Згідно з буддійськими переказами Сіддгартха Ґаутама медитував під священним фікусом, або індійським фіговим деревом («Дерево бодхі»). Протистоячи нападам і спокусам демона Мари, він медитував чотири за іншими джерелами сім тижнів, аж доки не опанував усе знання та розуміння і не досяг просвітлення. Таким чином Гаутама став Пробудженим, або Просвітленим — став Буддою.
Пізніше, в традиції буддизму махаяни, під Нірваною малося на увазі згасання лише жадібності та ненависті, і тільки після подолання помилок досягалося стан бодгі. Отже, в буддизмі махаяни, аргат, що досяг лише нірвани, все ще підвладний омані, в той час як бодгісаттва не тільки досяг нірвани, але і повністю звільнився від будь-яких ілюзій. Таким чином, той, хто досяг бодгі, ставав Буддою.
У буддизмі Тхеравади, бодгі і нірвана мають подібні значення, як звільнення від жадібності, ненависті і оман. У традиції тхеравади бодхі описується як стан пробудження, досягнуте Гаутама Будда і деякими його учнями; це виняткове, повністю вільне, йогічні стан свідомості. Іноді бодгі описувалося як всеціле і досконале усвідомлення справжньої сутності світобудови. Людина, яка досягла бодгі, звільняється від кругообігу сансари: народження, страждання, смерті і відродження (мокша).
У сутрі Мага-парінірвани (традиція махаяни), стан парінірвани також тотожний стану бодгі, а досягнення його є головною метою буддиста-практика.

## Буддійське розуміння
Стан бодгі досягається після руйнування десяти пут, що зв'язують людську сутність з  колесом сансари; після того, як засвоєні Чотири шляхетні істини, всі почуттєві впливи на людину згасають (ніродха), поступаючись місцем вищому спокою (ніббана). У свідомості людини викорінюються такі душевні якості як жадібність (лобха), відраза (доса), обман (моху), неуцтво (авіджа), бажання (танг) і егоїзм (атта).
Бодхі — це кінцева мета життя будь-якого буддиста (бхармакар'я). Вона досягається проходженням Вісімковим Шляхом, розвитком чесноти (параміта) і проникненням у глибину мудрості природи взаємообумовлених явищ.